# Humbug (album)
Albums de Arctic Monkeys
Favourite Worst Nightmare
(2007) Suck It and See
(2011)
Singles
1. Crying Lightning
Sortie : 6 juillet 2009
2. Cornerstone
Sortie : 16 novembre 2009
3. My Propeller
Sortie : 22 mars 2010

Humbug  est le troisième album studio du groupe britannique de rock indépendant Arctic Monkeys sorti le 19 août 2009 sur le label Domino Records.

## Genèse

### Contexte
Alex Turner et Jamie Cook forment Arctic Monkeys en 2002 avec deux autres élèves de leur école de Sheffield : Andy Nicholson à la basse et Matt Helders à la batterie. Repérés par les tabloïds britanniques et la BBC grâce à leur profil MySpace et avec un certain succès dans le nord du Royaume-Uni, leur premier EP auto-produit leur permet de signer avec Domino Records,. Leur premier album studio, Whatever People Say I Am, That's What I'm Not, est enregistré avec Jim Abbiss et sort le 23 janvier 2006. Applaudi par la presse, il entre directement à la première place des charts britanniques, devient rapidement disque de platine, reçoit le Mercury Music Prize à la rentrée, récompense suprême pour un disque britannique, et devient rapidement une référence musicale des années 2000,,.
Arctic Monkeys sort également deux EPs en 2006,, mais doit surtout remplacer Nicholson, fatigué par l'accumulation de concerts et qui quitte la formation. Nick O'Malley prend alors sa place et participe à l'enregistrement du deuxième album. Favourite Worst Nightmare sort le 23 avril 2007 et suit les traces de son prédécesseur : entrée à la première place de l'UK Albums Chart, disque de platine et plébiscite des critiques. Mais, il ne sera que nommé pour le Mercury Music Prize. Turner profite de l'année 2008 pour lancer un groupe en parallèle avec son ami Miles Kane (The Last Shadow Puppets), dont le premier album (The Age of the Understatement) sort en avril et est accompagné d'une tournée.

### Enregistrement et production
Il a été enregistré à Los Angeles avec Josh Homme puis à Brooklyn avec James Ford. Il marque le début d'une nouvelle ère musicale et stylistique pour le groupe britannique, qui a opté pour un rock plus posé, plus mûr, aux guitares électriques parfois un peu plus sixties.

## Parution et réception

### Sortie et succès commercial
Humbug est sorti le 19 août 2009.
Humbug a eu un succès commercial bien moins important que leurs deux premiers albums : Whatever People Say I Am, That's What I'm Not et Favourite Worst Nightmare.
À sa sortie, l'album s'est vendu à plus de 96 000 exemplaires au cours de sa première semaine au Royaume-Uni, en tête du classement des albums britanniques . En septembre 2013, l'album s'était vendu à 320 921 exemplaires au Royaume-Uni.
Humbug est sorti d'abord au Japon, suivi par l'Australie, le Brésil, l'Irlande et l'Allemagne, le 21 août 2009. Il est ensuite sorti au Royaume-Uni le 24 août 2009, aux États-Unis le lendemain et en Grèce le 31 août.

### Classements et certifications
Humbug a dominé le UK Albums Chart et a été certifié platine au Royaume-Uni.

### Accueil critique
Musicalement, l'album s'éloigne du son influencé par le punk du groupe avec un ton désert / surf et ambiant. Josh Homme a été crédité par les auteurs pour avoir introduit le son plus sombre de l'album.
La sortie a précédé les performances phares du groupe aux festivals de Reading et de Leeds.
Humbug a reçu des critiques généralement positives, avec des critiques de noter que le groupe a élargi leur son et thèmes, tandis que le ton de l'album était reconnu comme plus sombre que les précédents disques optimistes du groupe.

## Fiche technique

### Liste des chansons
Toutes les chansons sont écrites et composées par Alex Turner.
| No  | Titre                | Durée |
| --- | -------------------- | ----- |
| 1.  | My Propeller         | 3:27  |
| 2.  | Crying Lightning     | 3:43  |
| 3.  | Dangerous Animals    | 3:30  |
| 4.  | Secret Door          | 3:43  |
| 5.  | Potion Approaching   | 3:32  |
| 6.  | Fire and the Thud    | 3:57  |
| 7.  | Cornerstone          | 3:17  |
| 8.  | Dance Little Liar    | 4:43  |
| 9.  | Pretty Visitors      | 3:40  |
| 10. | The Jeweller's Hands | 5:42  |

| 11. | I Haven't Got My Strange | 1:29 |

| 11. | I Haven't Got My Strange                                | 1:29 |
| 12. | Red Right Hand (reprise de Nick Cave and the Bad Seeds) | 4:19 |

| Arctic Monkeys - Alex Turner : chant, guitare, clavier, xylophone - Jamie Cook : guitare, chœur, guitare baryton sur My Propeller - Nick O'Malley : basse, chœur - Matt Helders : batterie, percussions, chœur Musiciens additionnels - Josh Homme : chœur, glockenspiel sur The Jeweller's Hands - Alison Mosshart : chœur sur Fire and the Thud - John Ashton : chœur sur My Propeller et Crying Lightning, clavier sur My Propeller, Crying Lightning et Cornerstone | - James Ford : production - Josh Homme : production |